# 이관세
이관세(李寬世, 1952년 5월 20일 ~ , 충남 천안)는 대한민국의 공무원이다. 본관(本貫)은 전의(全義)이다. 효정공(孝靖公) 이정간(李貞幹)의 다섯째 아들로 지영암군사(知靈巖郡事)를 지낸 이사혜(李士惠)의 후손이다.

## 학력
- 1975년 : 한국외국어대학교 법학 학사
- 1990년 : 고려대학교 대학원 정치학 석사
- 2007년 : 경남대학교 대학원 북한학 박사

## 경력
- 1981.10 : 통일부 사무관
- 1987 ~ 1988 : 미국 캘리포니아대학교 버클리캠퍼스 동아시아연구소 객원연구원
- 1999.12 : 통일부 대변인
- 2001.01 : 통일부 정보분석심의관
- 2001.07 : 통일부 남북회담사무국 회담운영부 부장
- 2002.07 : 통일부 정보분석국 국장
- 2003.12 : 통일부 남북회담사무국 상근회담대표
- 2005.02 : 통일부 통일정책실 실장
- 통일부 정책홍보실 실장
- 2005.02 : 통일부 정책홍보본부 본부장
- 2006.03 : 통일부 남북회담본부 본부장
- 2007.03 : 제18 ~ 20차 남북장관급회담 대표 겸 회담대변인
- 2007.08 ~ 2008.02 : 제17대 통일부 차관
- 2008.08 : 경남대학교 북한대학원 석좌교수
- 북한대학원대학교 석좌교수
- 경남대학교 극동문제연구소 부소장
- 2018년 남북정상회담 전문가 자문단
- 2021.08.06 ~ 2025.08.05 : 북한대학원대학교 이사

## 참고
| 전임 신언상 | 제17대 통일부 차관 2007년 8월 8일 ~ 2008년 2월 29일 | 후임 홍양호 |